# جو هوف
جو هوف (بالإنجليزية: Joe Huff)‏ هو مهندس أمريكي، ولد في 21 مارس 1906، وتوفي في 21 أغسطس 1971.

## روابط خارجية
- جو هوف على موقع DriverDB.com (الإنجليزية)